# 上原茂次
上原 茂次（うえはら しげじ、1893年（明治26年）11月28日 - 1971年（昭和46年）5月28日）は、日本の政治家。大津市長を3期12年間務めるなど、地方自治に活躍した。

## 生涯
1893年（明治26年）11月28日、滋賀県高島郡大溝町（現・高島市）に生まれた。1911年（明治44年）に京都市立第一商業学校（現：京都市立西京高等学校・附属中学校）を卒業後、東京にて岩波書店に務め、3年余り東京にいた後、京都に戻り印刷業立ち上げを計画したが頓挫し、故郷に戻った。
1927年（昭和2年）、滋賀県会議員選挙に立候補するが落選、同年は長男を病で失い失意の年であったが、1929年（昭和4年）に大溝町議会議員に選ばれ、1930年（昭和5年）3月28日、前町長の辞任を受けて大溝町長に就任した。理想選挙を掲げて積極的に政治活動を行い、この頃既に高島民正倶楽部会長となっていた。1931年（昭和6年）立憲民政党より出馬し、念願の滋賀県会議員に当選した。
1930年（昭和5年）には、世界恐慌の煽りを受け農村の窮乏から女子進学者が激減した、大溝町立実科高等女学校存続のため、前田節と共に女子教育の重要性を説き、1936年（昭和11年）、同校の県立学校移管（滋賀県立藤樹実科高等女学校）を実現した。併せて初代校長に中江藤樹研究家の松本懿義を招き、中江藤樹の学風を基本とする徳育中心の女学校として生まれ変わらせた（1940年（昭和15年）3月には藤樹高等女学校と改称し、1948年（昭和23年）4月滋賀県立今津中学校と統合され、現在滋賀県立高島高等学校となった）。
1943年（昭和18年）、高島町長に就任。
1952年（昭和27年）9月4日、大津市長の佐治誠吉が第25回衆議院議員総選挙に立候補するため辞職。佐治の辞職に伴って行われた市長選に立候補し初当選した。
大津市長としては、財政赤字脱却を図るとともに、教育施設の充実、道路等の整備、市民の健康と憩いの場である皇子山総合運動公園・皇子が丘公園整備に尽力した。
1964年（昭和39年）9月に行われた市長選で4選を狙うも、自由民主党公認の西田善一に敗れた。
1970年（昭和45年）大津市名誉市民に叙された。1971年（昭和46年）5月28日、死去。77歳没。

## 略歴
- 1911年（明治44年）京都市立第一商業学校を卒業。
- 1929年（昭和4年）滋賀県高島郡大溝町議会議員に就任。
- 1930年（昭和5年）滋賀県高島郡大溝町長に就任。（以後、1938年・1939年・1941年を併せて4回就任）
- 1931年（昭和6年）滋賀県会議員に就任。（以後大溝町長の合間）
- 1943年（昭和18年）滋賀県高島郡高島町長に就任。
- 1952年（昭和27年）滋賀県大津市長に就任。
- 1964年（昭和39年）大津市長を引退。
- 1970年（昭和45年）大津市名誉市民。
- 1971年（昭和46年）死去。

## 主な業績
- 大津市の財政再建5か年計画を樹立し、財政赤字を解消。
- 大津市の教育3か年計画に基づき義務教育施設の充実を図る。
- 大津市の都市計画事業を策定し、湖岸道路の建設に着手。
- 米駐留軍宿舎用地の返還運動を成功させ、跡地に皇子山総合運動公園・皇子が丘公園を落成。
- 名神高速道路の大津インターチェンジを現地に誘致（計画段階では現在の京都東インターチェンジが大津インターチェンジの予定であった）。
- 県立石山高等学校の設立を誘致。